# Коваленко Андрій Миколайович
Андрі́й Микола́йович Ковале́нко (рос. Коваленко Андрей Николаевич; нар. 7 червня 1970, Балаково, Саратовська область, СРСР) — радянський та російський хокеїст, нападник. Заслужений майстер спорту СРСР (1992).

## Біографія
До 15 років займався в рідному місті в ДЮСШ «Романтик» під керівництвом заслуженого тренера Росії Володимира Ілліча Кулакова.
У чемпіонатах СРСР і Росії грав за горьківське «Торпедо» (1987—1988), московський ЦСКА (1988—1992), ярославський «Локомотив» (2001—2004), омський «Авангард» (2004—2005) і череповецьку «Сєвєрсталь» (2005—2008). Чемпіон СРСР у складі ЦСКА 1989 року. Чемпіон Росії у складі «Локомотива» 2002 і 2003 років, в ці ж роки визнавався найкращим бомбардиром і найціннішим гравцем чемпіонату. У 2005 році виграв Кубок Європейських чемпіонів разом з «Авангардом».
У НХЛ виступав за «Квебек Нордікс» (1992—1995), «Колорадо Аваланч» (1995—1996), «Монреаль Канадієнс» (1995—1996), «Едмонтон Ойлерс» (1996—1999), «Філадельфія Флаєрс» (1998—1999), «Кароліна Гаррікейнс» (1998—2000) і «Бостон Брюїнс» (2000—2001).
Грав за збірну країни. Срібний призер чемпіонату світу серед молоді 1990 року. Олімпійський чемпіон 1992 року, срібний призер Олімпіади 1998 року. Срібний призер чемпіонату світу 2002 року.
Завершив кар'єру в 2008 році і став головою профспілки гравців КХЛ.
З 15 квітня 2023 року перебуває під санкціями РНБО, строком на п'ятдесят років, за антиукраїнську діяльність.

## Політика
У вересні 2020 року Коваленко був обраний депутатом Держдуми, нижньої палати Росії, на позачергових виборах у Ярославському виборчому окрузі № 194, перемігши багаторічного губернатора Ярославської області Анатолія Лісіцина від партії «Єдина Росія».